# Shin Chan: El Superheroi
Shin Chan: El Superheroi (しん次元! クレヨンしんちゃんTHE MOVIE 超能力大決戦 ~とべとべ手巻き寿司~, Shin Jigen! Crayon Shin-chan the Movie: Chounouryoku Daikessen - Tobe Tobe Temakizushi) és una pel·lícula d'animació de 2023 produïda per Shin-Ei Animation. És la 31a pel·lícula de Shin Chan i la primera feta en animació 3D CG. Està dirigida per Hitoshi One i guionitzada Yoshito Usui i Hitoshi One.
Es va estrenar als cinemes japonesos el 4 d'agost de 2023. Es va estrenar als cinemes en català el 18 d'octubre de 2024.

## Premissa
En Shin chan és a casa jugant quan una misteriosa llum cau del cel i xoca de ple contra ell, concedint-li estranys superpoders. Al mateix temps, una llum fosca arriba a un noi no gaire afortunat. Dos membres del Comitè Internacional de Poders Psíquics de Saitama expliquen als Nohara que amb la llum blanca el seu fill s'ha convertit en l'escollit de què parla una antiga profecia i que s'haurà d'enfrontar al supermalvat que la llum fosca ha creat. Mentre una misteriosa organització recluta el supermalvat, en Shin chan haurà d’aprendre a controlar els seus superpoders per protegir la pau de la Terra. Se’n sortirà?

## Banda sonora
El tema principal és Future is Yours ('El futur és teu') de Sambomaster.

## Doblatge
| Personatge                    | Japonès                                     | Català                              |
| ----------------------------- | ------------------------------------------- | ----------------------------------- |
| Shinnosuke Nohara 'Shin-chan' | Akiko Yajima                                | Cristina Mauri                      |
| Misae Nohara                  | Miki Narahashi                              | Glòria González                     |
| Hiroshi Nohara                | Keiji Fujiwara                              | Marc Zanni                          |
| Himawari Nohara               | Satomi Koorogi                              | Elisabet Bargalló                   |
| Toru Kazama                   | Mari Ishiba                                 | Carme Calvell                       |
| Masao Sato                    | Teya Ichiryusai                             | Anna Orra                           |
| Nené Sakurada                 | Tamao Hayashi                               | Tatiana Supervia                    |
| Bochan                        | Chie Sato                                   | Elisabet Bargalló                   |
| Midori Yoshinaga              | Yumi Takada                                 | Eva Lluch                           |
| Ume Matsuzaka                 | Michie Tomizawa                             | Tatiana Supervia                    |
| Director 'El Mafiós'          | Rokuro Naya                                 | Francesc Pujol                      |
| Moemi                         | Risa Watanabe                               | Jennifer Zaragoza                   |
| Mitsuru Hiriya                | Tor Matsuzaka (adult) Michie Tomizawa (nen) | Óscar Muñoz (adult) Eli Serra (nen) |
| Negiko Fukaya                 | Akari Kito                                  | Iris Lago                           |
| Professor Ikebukuro           | Mogura Suzuki                               | Xadi Mouslemeni Mateu               |
| Nostalanodamus II             | Katamari Mizukawa                           | Xavier Casan                        |

## Taquilla
Segons Box Office Mojo, a abril de 2024 la pel·lícula havia recaptat 23,84 milions de dòlars a la taquilla. També va ser la pel·lícula de Shin Chan més taquillera de la franquícia.